# 戈默鎮區 (密蘇里州考德威爾縣)
戈默鎮區（英語：Gomer Township）是位於美國密蘇里州考德威爾縣的一個行政鎮區。

## 地方資料
戈默鎮區的面積為93.97平方千米，當中陸地面積為93.82平方千米，而水域面積為0.15平方千米。根據2020年美國人口普查的數據，當地共有人口313人，而人口密度為每平方千米3.33人。